# Jason Rullo
Jason Rullo es el baterista de la banda estadounidense de metal progresivo Symphony X, nacido el 17 de julio de 1972.

## Inicio
Empezó a tocar batería a los 11 años. "Tomé lecciones pero estaba más interesado en tocar canciones de Van Halen que practicar mis 5 stroke rolls, entonces eso sólo duró aproximadamente 6 meses". El baterista Sonny Lgoe le dio lecciones privadas en 1991, luego fue a "Drummer's Collective" y estudió con Pete Zeldman; más tarde conoció a Michael Romeo el cual le pidió que se uniera a su nueva banda Symphony X en 1994.

## Influencias
- Neil Peart
- Dennis Chambers
- Buddy Rich
- Billy Cobham
- Dave Weckl
- Alex Van Halen
- Nicko McBrain
- Manu Katche
- Terry Bozzio

## Bandas favoritas
- Rush
- Zappa
- Peter Gabriel
- Black Sabbath
- Yes
- Kansas

## Discografía junto aSymphony X
- Dance Macabre - (Demo, 1994)
- Symphony X (álbum) - (1994)
- The Damnation Game - (1995)
- The Divine Wings of Tragedy - (1996)
- Prelude to the Millennium - (1998)
- V: The New Mythology Suite - (2000)
- Live on the Edge of Forever - (2CD en vivo, 2001)
- The Odyssey - (2002)
- Rarities And Demos - (Church Of The Machine Fan Club CD 1, 2005)
- Paradise Lost - (2007)
- Iconoclast - (2011)
- Underworld - (2015)